# Барлыбаев, Халиль Абубакирович
Халиль Абубакирович Барлыба́ев (баш. Барлыбаев Хәлил Әбүбәкер улы; 5 января 1944, Юмашево, Башкирская АССР — 18 марта 2020, Москва) — российский экономист, депутат Государственной думы третьего созыва.
Доктор экономических наук (1991), доктор философских наук (2011), профессор РАНХиГС при Президенте Российской Федерации, научный сотрудник Института философии РАН, заслуженный экономист Республики Башкортостан (1993).

## Биография
- 1972 год — окончил экономический факультет МГУ имени М. В. Ломоносова
- 1976—1989 — преподавал на кафедре политэкономии Башкирского государственного университета (Уфа) (ныне Уфимский университет науки и технологий)
- 1990—1992 — заведующий экономическим отделом Совета министров Республики Башкортостан
- 1992—1994 — председатель Фонда имущества Республики Башкортостан
- 1994—1995 — председатель Государственного комитета Республики Башкортостан по управлению государственной собственностью
- 1995—1999 — проректор по экономике Башкирского государственного университета.

В декабре 1999 года был избран депутатом Государственной Думы РФ третьего созыва по Сибайскому избирательному округу 6 Республики Башкортостан, выдвигался избирательным блоком «Отечество — Вся Россия», был членом депутатской группы «Регионы России», заместителем председателя Комитета Государственной Думы по собственности.
Умер 18 марта 2020 года.

## Основные работы
- Экономика Башкортостана (гл.редактор) (1988, 2003, 2007)
- Приватизацию на пользу народа (1994)
- Путь человечества: самоуничтожение или устойчивое развитие (Издание Госдумы, 2001)
- Общая теория глобализации и устойчивого развития (Издание Госдумы, 2003)
- Глобализация: за или против устойчивого развития (Изд-во РАГС, 2006)
- Человек, глобализация, устойчивое развитие (Изд-во РАГС, 2007)
- Человек в потоке универсальной эволюции (Изд-во РАГС, 2008)
- Интеллектуально-гуманистическая (ноосферная) формация — закономерное будущее человечества (Изд-во РАГС, 2010)
- Истина и справедливость как системообразующие ценности (2014)
- «Избранные труды» в 4-х т. Т. 1: «Устойчивое развитие. Глобалистика» — 544с. Т. 2: «Философская антропология. Глобализация. Устойчивое развитие. Сознание и идентичность» — 512с. Т.3: «Экономическая теория. Экономика. Экология» — 448с. Т. 4: «Публицистика» — 411с. М.: ИД «Научная библиотека». 2014.
- «Введение в философию солидарности». М.: ИД «Научная библиотека». 2016. — 128с.
- «Солидарология. Философия солидарности». Уфа. Китап. 2016. — 360с.
- «Философия солидарности. Анти-Хантингтон. Солидарология». М.: ИД «Научная библиотека». 2018.